# Lomographa rara
Lomographa rara es una especie de polillas de la familia Geometridae. La especie fue descrita por primera vez por el entomólogo Katsumi Yazaki en 1994, con distribución en la isla de Taiwán.